# Prix Ariel
Pour les articles homonymes, voir Ariel.
Le prix Ariel (en espagnol : Premio Ariel) est une récompense cinématographique, décernée annuellement par l'Académie mexicaine des arts et des sciences cinématographiques depuis 1947 aux films et aux cinéastes les plus méritants. Le prix Ariel est considéré le plus prestigieux du cinéma mexicain. Le film le plus titré est Le Labyrinthe de Pan, avec neuf récompenses.

## Prix décernés
Les Ariels sont des statuettes conçues par le sculpteur mexicain Ignacio Asúnsolo. Le prototype original est conservé à l'intérieur des studios Churubusco de Mexico. Le nom de la récompense provient des nouvelles intitulées El Ariel de l'auteur uruguayen José Enrique Rodó. La plus haute distinction est l'Ariel d'or.

## Catégories de récompenses

### Récompenses principales
- Meilleur film (es) (Mejor película)
- Ariel d'honneur (es) (Ariel de Oro)
- Meilleur réalisateur (es) (Mejor dirección)
- Meilleur acteur (es) (Mejor actor)
- Meilleure actrice (Mejor actriz)
- Meilleur acteur dans un second rôle (es) (Mejor coactuación masculina)
- Meilleure actrice dans un second rôle (es) (Mejor coactuación femenina)
- Meilleur espoir (es) (Mejor revelación actoral)
- Meilleur premier film (es) (Mejor ópera prima)
- Meilleur film documentaire (Mejor largometraje documental)
- Meilleur film d'animation (Mejor película de animación)
- Meilleur film ibéro-américain (Mejor película iberoamericana)
- Meilleur scénario original (Mejor guion original)
- Meilleure adaptation (Mejor guion adaptado)
- Meilleure photographie (Mejor fotografía)
- Meilleur montage (Mejor edición)
- Meilleur son (Mejor sonido)
- Meilleure musique originale (Mejor música)
- Meilleurs décors (Mejor diseño de arte)
- Meilleurs costumes (Mejor vestuario)
- Meilleur maquillage (Mejor maquillaje)
- Meilleurs effets visuels (Mejores efectos visuales)
- Meilleurs effets spéciaux (Mejores efectos especiales)
- Meilleur court métrage (Mejor cortometraje de ficción)
- Meilleur court-métrage documentaire (Mejor cortometraje documental)
- Meilleur court métrage d'animation (Mejor cortometraje animado)

## Lauréats des Ariels d'honneur
| 2015 LVII - Bertha Navarro - Miguel Vásquez 2014 LVI - Arturo Ripstein - Ernesto Gómez Cruz 2013 LV - Columba Domínguez - Mario Almada - Rafael Corkidi 2012 LIV - Alfredo Joskowicz - René Ruiz Cerón 2011 LIII - Jorge Fons - Ana Ofelia Murguía 2010 LII - Cineteca Nacional - Felipe Cazals | 2009 LI - Alejandro Parodi - Fanny Kauffman 2008 L - Silvia Pinal 2007 XLIX - Ignacio López Tarso - Rosalío Solano 2006 XLVIII - Ernesto Alonso - Centro Universitario de Estudios Cinematográficos (CUEC) - Centro de Capacitación Cinematográfica (CCC) 2005 XLVII - Carmen Montejo - Julio Pliego 2004 XLVI - Gloria Schoemann - ECHASA 2003 XLV - Elsa Aguirre - Filmoteca de la UNAM 2002 XLIV - Emilio Carballido - Emilio García Riera 2001 XLIII - Lupita Tovar - Rubén Gámez 2000 XLII - Libertad Lamarque - Gunther Gerzso |

| 1999 XLI - Lilia Prado - Walter Reuter 1998 XL - Janet Alcoriza - Rafael Leal Díaz 1997 XXXIX - Katy Jurado - Antonio Aguilar - Roberto Cañedo 1996 XXXVIII - Raúl Lavista - Manuel Esperón 1995 XXXVII 1994 XXXVI - Adalberto Martínez "Resortes" - Gregorio Walerstein 1993 XXXV - Marga López - Miguel Zacarías 1992 XXXIV - Ismael Rodríguez - Fernando de Fuentes 1991 XXXIII - Alejandro Galindo - La sombra del caudillo - Raúl de Anda Gutiérrez 1990 XXXII | 1989 XXXI - Sergio Olhovich 1988 XXX 1987 XXIX - Mario Moreno « Cantinflas » - Gabriel Figueroa 1986 XXVIII - María Félix 1985 XXVII - Paul Leduc 1984 XXVI 1983 XXV 1982 XXIV 1981 XXIII 1980 XXII | 1979 XXI 1978 XX - Luis Buñuel 1977 XIX - Rodolfo Echeverría 1976 XVIII 1975 XVII - Dolores del Río 1974 XVI - Gonzalo Martínez Ortega 1973 XV - Alex Phillips - Paul Leduc |